# Renzo Gattegna
Renzo Gattegna (Roma, 30 novembre 1939 – Roma, 10 novembre 2020) è stato un avvocato italiano di origine ebraica, presidente dell'Unione delle comunità ebraiche italiane dal 2006 al 2016.

## Biografia

### Carriera
Avvocato civilista, per molti anni ricoprì la carica di consigliere della comunità ebraica di Roma, dove si occupò in particolare della formazione dei giovani. Dal 2002 al 2006 fu consigliere dell'UCEI (Unione delle Comunità Ebraiche Italiane), ente che rappresenta gli ebrei presso le istituzioni e le autorità, sia italiane che internazionali.  Il 16 luglio 2006 fu eletto presidente dell'Unione, in sostituzione di Claudio Morpurgo che aveva ricoperto la carica di Presidente dopo le dimissioni di Amos Luzzatto; Gattegna aveva 67 anni al momento della sua nomina al ruolo. Sei anni più tardi, nel 2012, fu riconfermato. Il suo lavoro all'interno dell'UCEI si svolse nella direzione del sostegno del principio di laicità dello Stato, dell'eguaglianza delle minoranze, con un impegno volto a combattere l'estremismo e l'ideologizzazione dei valori religiosi e a  contrastare ogni tipo di isolamento delle comunità ebraiche all’interno delle società nazionali.
A maggio del 2016, intendendo favorire “un avvicendamento nella continuità ed anteponendo così il bene dell'Unione e dell'ebraismo italiano a qualsiasi altra considerazione”, non presentò la propria candidatura. A luglio dello stesso anno, in seguito alle elezioni del nuovo consiglio UCEI, Noemi Di Segni divenne la nuova presidente.

### Morte
Gattegna morì a Roma il 10 novembre 2020 presso l'Ospedale Israelitico a causa di complicazioni da COVID-19; il giorno seguente si tennero i suoi funerali, in forma privata, e venne seppellito nel cimitero ebraico di Prima Porta.